# The Man in the Dark (film 1914)
The Man in the Dark è un cortometraggio muto del 1914 diretto da John H. Collins.

## Produzione
Il film fu prodotto dalla Edison Manufacturing Company.

## Distribuzione
Distribuito dalla General Film Company, il film - un cortometraggio in una bobina - uscì nelle sale cinematografiche degli Stati Uniti il 20 ottobre 1914.